# 伊藤夢葉
伊藤 夢葉（いとう むよう、1953年2月1日 - ）は、静岡県浜松市出身のおしゃべり手品師。

## 人物
浜松市立西部中学校・静岡県立浜松城北工業高校卒業。
師である伊藤一葉に比べて話す量が非常に多いのが特徴である。演技の始めに鞭を使うことが多い（手品とは関係がない）。現在、寄席や演芸会などで活躍中である。

## 芸歴
- 1975年 - 伊藤一葉に弟子入り。
- 1977年6月 - 日本奇術協会正式メンバーとなる。
- 1990年 - 第45回 国立演芸場 花形演芸会 銀賞受賞。
- 2006年4月 - 落語協会入会。